# Prado (Tolima)
Prado es un municipio del departamento de Tolima, ubicado a 2 horas de Ibagué, la capital del departamento, y a 5 horas de Bogotá. Su principal atractivo es la Represa Darío Echandía, ubicada a 15 minutos del municipio y alimentada por las aguas de los ríos Cunday y Negro y un gran número de quebradas, de las cuales nace el río Prado. 
Este lago artificial de 4.300 hectáreas navegables, las cuales cuenta con atractivos turísticos naturales como la cascada del amor, la laguna encantada, cueva de los guacharos, cueva del mohan, la isla de Cuba entre otros.

## Historia

### Fundación
Fue descubierta en el año de 1545 por Gonzalo Jiménez de Quesada, en su paso hacia el Valle de Neiva, y habitada por las tribus poincos. Luego fue fundada el 12 de agosto de 1781 por Francisco Sánchez, Agustín Pantoja, Clemente y Diego Flórez, Miguel Molano, Juan Polania, Francisco Barrero, Juan Díaz, Antonio Manrique, Joaquín Galindo, Gregorio, Juan Luna, José Sandoval y Vicente Saldaña con el nombre de aldea de Nuestra Señora de Chiquinquirá del río Prado.
El 14 de octubre de 1795, llega a la aldea de Prado el sabio Francisco José de Caldas, con el fin de realizar estudios sobre la fauna y la flora. Durante su estadía de nueve días alternados entre Purificación y Prado, también se dedicó a analizar fuentes minerales y tomar muestras para llevar a cabo futuros estudios.
El presbítero doctor Manuel Campos y Cote, recorrió todas las provincias con el fin de estudiar los terrenos y necesidades de los habitantes y finalmente el 1 de enero de 1807 se llevó a cabo el traslado de la aldea al sitio en donde se encuentra ubicada en la actualidad. El terreno en que está construida la ciudad fue cedido por el capitán Cristóbal Valdez Flórez. El 8 de marzo de 1881 cuando aún figuraba como aldea, se dirigió un memorial al Poder Ejecutivo, en que se solicitaba su supresión, presentando como razones, la falta de personal y la insuficiencia de las rentas municipales; pero recogidos los respectivos informes se negó dicha solicitud, ya que se estableció que la falta de colaboración del público era lo que había motivado dicha petición (Resolución n.º 52, publicada en la Gaceta, N.º 320). Por Decreto N.º 650 del 13 de octubre de 1887 fue elevado a la categoría de distrito, siendo necesario para merecer tal distinción en esa época tener Casa Consistorial, Escuela de Varones y de Niñas, Cárcel, así como presupuesto que permitiera mayores erogaciones.
El 1 de marzo de 1959 una vez estudiados y aprobados los proyectos, se inician las labores de excavaciones para las construcciones de la Represa Hidroeléctrica del río Prado. Después de 13 años de arduos trabajos se logró culminar la obra que tiene 4300 hectáreas de superficie y se da el servicio el 12 de octubre de 1972, convirtiéndose este lago artificial en uno de los mayores atractivos turísticos del municipio, por su sorprendente belleza natural y por ser uno de los más extensos de Colombia.

## División Político-Administrativa
Su Cabecera municipal, se encuentra dividido en los barrios: Comercio, Diviso, Puerto en Medio, Las Palmas, Villa del Prado, Campo Alegre, La Esperanza, El Carmen y Porvenir I y II, Arco Iris, Villa Luz, Prado Campestre y Prados de Santa Ana.
Prado tiene bajo su jurisdicción los siguientes Centros poblados:
- Aco
- Montoso

#### Veredas
Además, el municipio tiene constituido las siguientes veredas:
El Cruce, Altamira, Bello Horizonte, Vegones, Alta Gracia, Balcanes, Buenos Aires, El Fique, Ojo de Agua, Malta, Pedregal, Portachuelo, El Caimán, Patio Bonito, Yaví, Catalán, Conchal, Peñón Alto, La Chica, Tortugas, Las Brisas, Chenchito, Virginia, Primavera, Lozanía, El Puerto, El Caimán, Isla del Sol, Tafurito, Tomogó, Corinto, Corozales.

## Símbolos

### Bandera
El emblema lo componen 5 franjas, cuatro de las cuales son triangulares y el romboidal en el medio, que surgen de la parte inferior izquierda : 
- El azul celeste, simboliza el potencial hidrológico, representado en el Río Magdalena, o río de la patria, su influencia en la cultura indígena, por servir de arteria de transporte en la época de la conquista y el virreinato.
- El verde, cuyo significado estriba en la fertilización de las tierras de los municipios de Prado y Purificación a partir del distrito de riego originado en la represa de Río Prado, que incorporan a la economía nacional a la producción de frutales de amplia demanda en el mercado internacional.
- La franja roja, representa la vida ofrendada por los nativos poincos que fueron arrasados por la espada del conquistador Gonzalo Jiménez de Quezada y en memoria de los mártires sacrificados en el parque principal.
- El blanco, es símbolo de paz, en la cual se debe construirla prosperidad, anhelos y realizaciones de todos los habitantes del municipio, como elementos fundamentales de su pujanza.
- El amarillo, radica en el potencial energético del departamento del Tolima, originado en Prado e irradiado al territorio nacional a través del sistema de interconexión eléctrica.

### Escudo
El blasón de Prado posee un ovalo por el cual en su interior hay un paisaje surgiendo el Sol en su centro representando la luz y energía que genera el entorno en oro y dirige los colores de su bandera hacia la parte superior. Alrededor de la estrella, complementa el paisaje con la represa del Prado en unión con los ríos Cunday y Negro que la alimentan en azur. En la parte izquierda, la torre de transmisión eléctrica que simboliza la producción de esta energía del Tolima al resto del país y las montañas a los lados y en el fondo en sinople. 
El lema en su parte inferior con fondo sinople reza: Prado 12 de agosto de 1781, hecha que marca el comienzo de su vida como territorio.

## Himno
| Coro Pueblo glorioso de Prado, Remanso de dulce paz, Vigor de gentes activas, Cuyo afán es progresar Valientes plenos de Amores Alegres batalladores, Del Futuro Forjadores, Con Gallardía Y Tradición. |  | I Pueblo apacible y glorioso En el margen de dos ríos, El Prado y el Magdalena, Caudal de tantas riquezas Por el riego y el embalse, De tu colosal represa Tenemos vida y progreso Que Al Tolima Representan II Eres un generador De riqueza comercial. En la industria, en el agro Y en la vida nacional. Orgullosos nos sentimos, En amor por ti cantamos. Eres Prado nuestro orgullo la esperanza, nuestro encanto. |  | III La hermosura de tus valles Y tus verdes cordilleras , Las aguas, también la pesca Tus recursos naturales, Que debemos cuidar Evitando destrucciones, Tendremos la perspectiva Para nuestra población. IV Decididos y agresivos Debemos todos marchar, En busca de un ideal: “El progreso colectivo”. El estudio y el trabajo. Todo nuestro esfuerzo unido Son las armas poderosas, Para este noble principio. |  |  |

## Geografía
El Municipio de Prado, se encuentra al oriente del departamento del Tolima, su cabecera está localizada sobre los 3° 45' de latitud Norte y los 74° 56' de longitud al oeste de Greenwich.
Prado se encuentra en una meseta a unos 321 m s. n. m. situada en la margen derecha del río Magdalena y cruzado por su afluente, el río Prado; a una distancia de la capital del departamento de 108 km. Con grandes extensiones de tierras fértiles de valles y montañas; divididas en tres sectores, definidos así por las características del terreno cordillera de Montoso, el sector El Plan y la represa conocida como el "Mar Interior de Colombia". Ocupa una extensión de 428 km², de las cuales 97 forman el área urbana es decir 0,23% y el 99,77% el sector rural.

### Límites municipales
Prado está delimitado por los siguientes municipios:
| Noroeste: Purificación (Río Magdalena) | Norte: Purificación | Nordeste: Purificación y Villarrica |
| Oeste: Coyaima (Río Magdalena)         |                     | Este: Dolores                       |
| Suroeste: Natagaima                    | Sur: Dolores        | Sureste: Dolores (Río Negro)        |

### Clima
El municipio está determinado como típicamente tropical con las características normales de cada sector pues gracias a la diversidad morfológica cuenta con diferencias climáticas, que van desde los 19 Cº que caracteriza la cordillera de Montoso y sus alrededores hasta los 29°C en el sector de la Represa y El Plan.

### Hidrografía
La hidrografía del municipio de Prado juega un papel de suma importancia pues estas vías fluviales son las vías de acceso de las veredas del sector Lago, al igual que las veredas de Purificación y Lozanía que se ubican en este sector.

## Economía
La fuente de ingresos principal proviene de: 
- Agricultura, con cultivos de arroz, maíz, sorgo,  plátano, banano, café, cacao, algodón y frutales.
- Pesca y piscicultura.
- Ganadería y avicultura.
- Turismo, por el que se ha creado un importante sector de servicios

## Cultura
El municipio de Prado en cuanto a manifestaciones culturales cuenta con los matachines (personajes vestidos de pies a cabeza con trapos deshilachados de colores, danzando en manadas), aires musicales como: los rajaleñas, bambucos y sanjuaneros, la orquesta sinfónica municipal, el coro institucional y el grupo de piano coordinados desde la Escuela de Formación Musical Sonidos del Mar Interior de Colombia, y el grupo de danzas folclóricas, entre otros.

### Fiestas
- En enero se celebran el festival de luz paz y alegría en donde se elige a la señorita prado.

- En agosto se celebra el reinado departamental del "mar interior de Colombia" y se elige la reina departamental.

## Turismo
Prado, llamado "El Mar Interior de Colombia" por su gran magnitud. El potencial y máximo exponente turístico de Prado se concentra en la represa Darío Echandía, el destino turístico por excelencia, cuyo proyecto inicio en el año de 1961, durando su construcción 11 años; el cual fue dirigido por compañías alemanas y japonesas, con mano de obra colombiana.
Su extensión es de 4.200 hectáreas navegables, 28 kilómetros, de sur a norte, con una profundidad máxima de 90 metros. La represa tiene una producción de energía de 51.000 kW/hora.